# Hippolyte Camille Delpy
Hippolyte Camille Delpy (n. 1842, Joigny, Bourgogne, Franța – d. 1910, Paris, Île-de-France, Franța) a fost un pictor francez. 
Fiul său Henry-Jacques Delpy (1877-1957) a fost și el un pictor peisagist.